# Ronde van Oekraïne
De Ronde van Oekraïne was een meerdaagse wielerwedstrijd in Oekraïne die kortstondig onderdeel uitmaakte van de UCI Europe Tour. Ze had een classificatie van 2.2. De Ronde van Oekraïne werd anno 2018 slechts tweemaal georganiseerd; in 2016 en 2017.